# Bronsteins Kinder
Pour plus de détails, voir Fiche technique et Distribution.
Bronsteins Kinder (en français, Les Enfants Bronstein) est un film allemand réalisé par Jerzy Kawalerowicz sorti en 1991.
Il s'agit d'une adaptation du roman de Jurek Becker par l'écrivain lui-même et le réalisateur.

## Synopsis
1973. La famille Bronstein est une famille juive allemande vivant à Berlin-Est. Hans, le fils de 18 ans de la famille Bronstein, se rend en voiture à la maison d'été de ses parents avec sa petite amie Martha. Il y découvre un prisonnier, un homme enchaîné. C'était un Kapo au moment où le père Bronstein et ses amis étaient prisonniers des nazis dans un camp de concentration. Hans commence une dispute avec son père. Il pense que son père fait de l'auto-justice et que le prisonnier devrait être traduit devant un tribunal compétent. Cependant les expériences de vie différentes du père et du fils ne permettent aucun accord. Deux mondes les séparent. Hans cherche le soutien de sa sœur aînée Elle. Mais elle est traumatisée par on expérience de la guerre, vit dans une clinique psychiatrique et est incapable de prendre ses propres décisions. Le père extorque des aveux au prisonnier. Il décide alors que le prisonnier peut désormais être condamné à une mort en toute bonne conscience, à la hauteur à la souffrance de ses victimes dans le camp de concentration. Hans décide de libérer le prisonnier.

## Fiche technique
- Titre original : Bronsteins Kinder
- Réalisation : Jerzy Kawalerowicz assisté de Jerzy Rutowicz et Josef Luszpinski
- Scénario : Jerzy Kawalerowicz, Jurek Becker
- Musique : Günther Fischer (de)
- Direction artistique : Gerhard Helwig
- Costumes : Beatrice Kothe
- Photographie : Witold Sobociński
- Son : Jürgen Meseck, Rainer Lorenz
- Montage : Helga Olschewski
- Production : Otto Meissner
- Société de production : Novafilm Fernsehproduktion
- Société de distribution : Tobis Film GmbH & Co. KG
- Pays d'origine :  Allemagne
- Langue : allemand
- Format : Couleur - 1,66:1 - Mono - 35 mm
- Genre : Drame
- Durée : 90 minutes
- Dates de sortie :
  -  Allemagne : 5 décembre 1991.
  -  Pologne : 5 décembre 1991.

## Distribution
- Matthias Paul : Hans Bronstein
- Armin Mueller-Stahl : Arno Bronstein
- Angela Winkler : Elle Bronstein
- Rolf Hoppe : Le prisonnier
- Katharina Abt : Martha Lepschitz
- Karin Eickelbaum (de) : Rahel Lepschitz
- Buddy Elias : Gordon Kwart
- Peter Matić : Hugo Lepschitz
- Alexander May (de) : Rotstein

## Production
Le film est réalisé du 8 mai 1990 au 2 juillet 1990, soit avant le traité d'unification entre la République fédérale d'Allemagne (dite « Allemagne de l'Ouest » ou RFA) et la République démocratique allemande (dite « Allemagne de l'Est » ou RDA). Otto Meissner et la société de production sont occidentaux.